# متحف تكساس التذكاري
يقع متحف تكساس التذكاري ضمن الحرم الجامعي لجامعة تكساس بمدينة أوستن، تكساس بالولايات المتحدة الأمريكية، تم تأسيسه أثناء الإستعداد لمعرض مئوية تكساس سنة 1936.
يحتوي المتحف على تشكيلة من أكثر من 5,7 مليون نوع من الأحياء القديمة، الجيولوجيا، البيولوجيا، علم الزواحف والبرمائيات، علم الأسماك، علم الحشرات والتاريخ الطبيعي. كما يمتلك المتحف معرضاً لتاريخ تكساس، والأنتربولوجيا، الجيوغرافيا، والإثنوغرافيا، قبل أن يتم إلحاقه ضمن متحف بولوك التاريخي لولاية تكساس (en) سنة 2011.
تم تصميم المتحف بنمط الفن الزخرفي من طرف جون إف. ستوب  تحت إشراف المهندس بول كريت [الإنجليزية]، كما تم تدشينه من طرف فرانكلين روزفلت في يناير 1936 ، قبل افتتاحه في 15 يناير 1939.
فاز المتحف بجائزة «الأفضل في أوستن» مرتين (2002-2005) التي تقدمها جريدة «أوستن كرونيكل».

## نيزك مقاطعة ويتشيتا

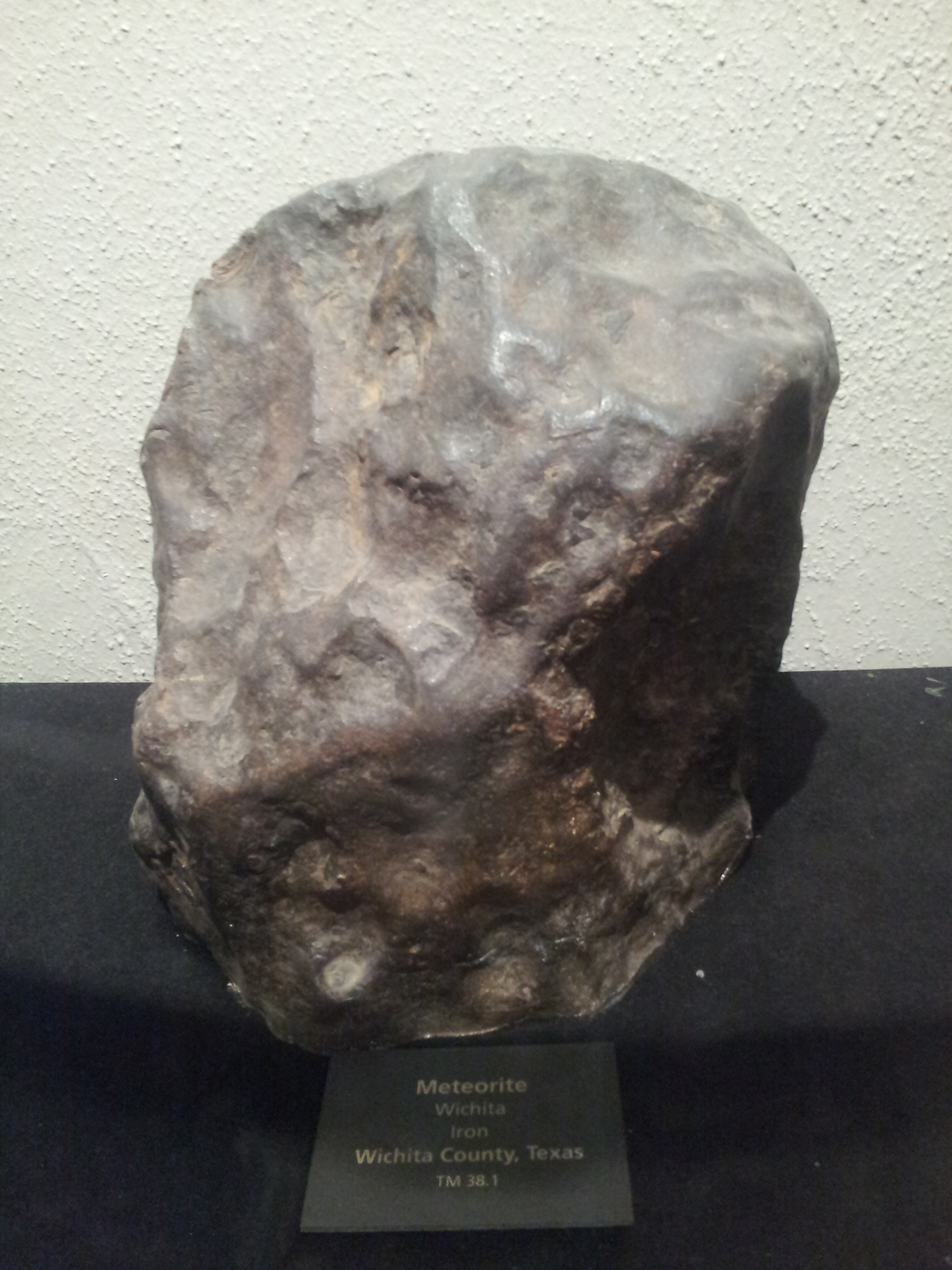
نيزك مقاطعة ويتشيتا:145كلغ بطول 61سم وعرض 30سم وسماكة 20سم

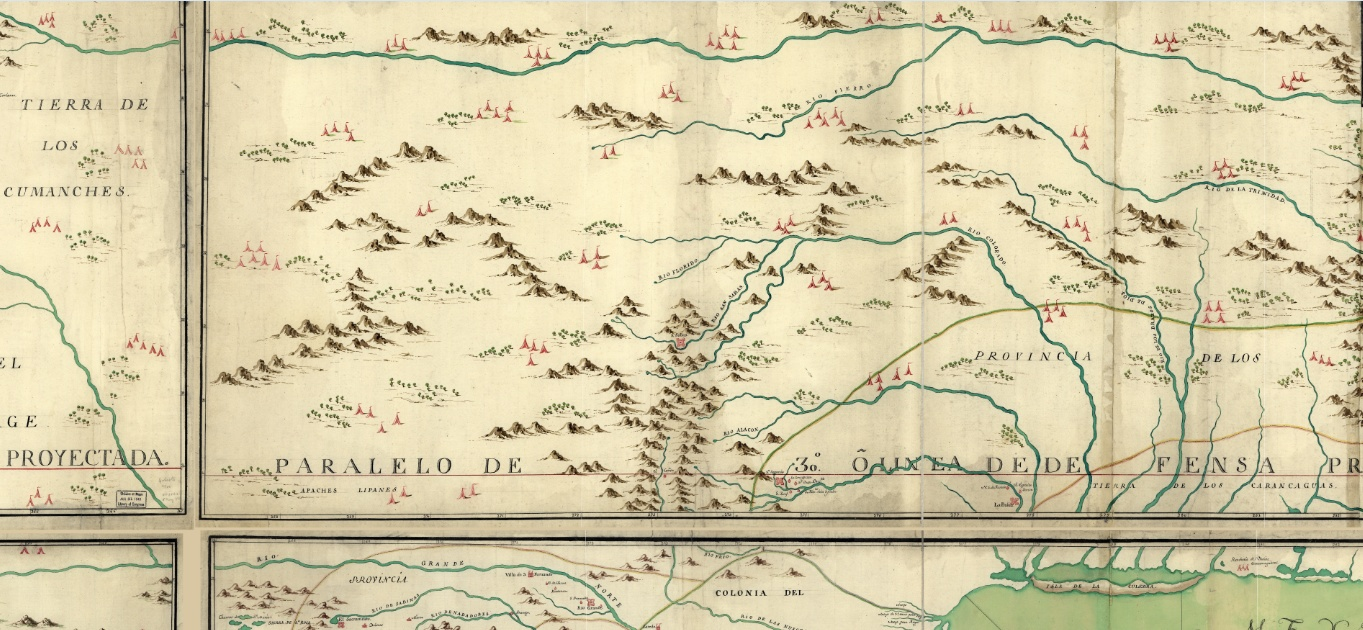
وصلة لموقع ريو فييرو (وسط - فوق).

عام 1723 هزمت قبيلة الكومانشي  قبيلة ليبان في اليوم التاسع من الحرب في ما بينها بسبب نزاع حول المنطقة على مقربة من ريو ديل فييرو (منطقة وادي ويتشيتا حالياً)  أو وادي الحديد كما وصفه المستكشف الفرنسي أتاناس دو ميزيير [الفرنسية] في كتابه عام 1772، بسبب وجود عدد كبير من النيازك بالمنطقة.
يزن نيزك مقاطعة ويتشيتا 145 كيلوغرام، حين وجده الميجور روبرت نيبور [الإنجليزية] في تلك المنطقة، وتم عرضه في مبنى مركز الحكومة القديم قبل تعرضه للحريق ليتم إلحاق النيزك بمتحف جامعة تكساس.
قد تم اكتشاف نيزك آخر يزن 742 كيلوغرام بالمنطقة سنة 1808  تمت تسميته بنيزك الوادي الأحمر حين تم حفضه في متحف بيبودي للتاريخ الطبيعي بجامعة يال.

## روابط خارجية
- الموقع الرسمي لمتحف تكساس التذكاري
- نيزك الوادي الأحمر بالموقع الرسمي لجامعة يال